# Salpingotus heptneri
Salpingotus heptneri és una espècie de mamífer rosegador de la família dels dipòdids. Viu al desert del Khizilkhum (Kazakhstan i l'Uzbekistan). Es tracta d'un animal nocturn i solitari que s'alimenta d'insectes, aranyes i vegetació. El seu hàbitat natural són els deserts. Es desconeix si hi ha cap amenaça significativa per a la supervivència d'aquesta espècie.
Aquest tàxon fou anomenat en honor del mastòleg soviètic Vladímir Heptner.